# Mährische Grenzbahn

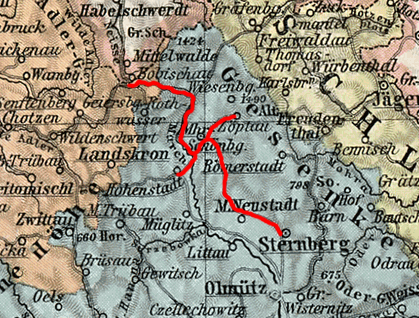
Streckennetz der Mährischen Grenzbahn

Die k.k. privilegierte Mährische Grenzbahn (MGB) war eine Eisenbahngesellschaft in Österreich, deren Strecken im heutigen Tschechien lagen. Die Hauptstrecke der Gesellschaft führte südlich des Altvatergebirges von Sternberg über Mährisch Schönberg nach Lichtenau an der preußischen Grenze.

## Geschichte
Am 11. September 1871 wurde der Firma Gebrüder Klein, den Herren Eduard Oberleithner, Karl Oberleithner, Alois Schulz, Ignaz Seidl, Carl Siegl sen., Franz Leischner und der Firma Hielle & Diettrich „das Recht zum Bau und Betrieb einer Locomotiveisenbahn von Sternberg im Anschlusse von der mährisch-schlesischen Nordbahn über Mährisch-Neustadt, Mährisch Schönberg, Hannsdorf und Grulich an einen Punct der Eisenbahnlinie Wildenschwert–Mittelwalde nächst der österreichisch-preußischen Gränze“ erteilt.
Gegründet wurde die Mährische Grenzbahn am 3. März 1872. Ab dem 1. August 1883 übernahmen die k.k. Staatsbahnen (kkStB) die Betriebsführung auf den Strecken der MGB. 1895 wurde die Gesellschaft verstaatlicht. Die Fahrzeuge und Strecken wurden in das Eigentum der kkStB überführt.

## Strecken
- Hohenstadt–Zöptau (1. Juni 1872 erworben)
- Blauda–Nieder Lipka (* 5. Oktober 1873)
- Sternberg–Mährisch Schönberg (* 15. Oktober 1873)
- Nieder Lipka–Lichtenau (* 14. Januar 1874)

## Lokomotiven
| Lokomotiven der Mährischen Grenzbahn | Lokomotiven der Mährischen Grenzbahn | Lokomotiven der Mährischen Grenzbahn | Lokomotiven der Mährischen Grenzbahn                          | Lokomotiven der Mährischen Grenzbahn | Lokomotiven der Mährischen Grenzbahn | Lokomotiven der Mährischen Grenzbahn | Lokomotiven der Mährischen Grenzbahn                           | Lokomotiven der Mährischen Grenzbahn |
| Nr.                                  | Bild                                 | Anzahl                               | Hersteller                                                    | Baujahr                              | Bauart                               | kkStB-Nr.                            | Anmerkungen                                                    |                                      |
| ------------------------------------ | ------------------------------------ | ------------------------------------ | ------------------------------------------------------------- | ------------------------------------ | ------------------------------------ | ------------------------------------ | -------------------------------------------------------------- | ------------------------------------ |
| 1–2                                  |                                      | 2                                    | Sigl/Wien Sigl/Wr. Neustadt                                   | 1872–1873                            | C n2                                 | 90.01–02                             | Güterzuglokomotive                                             |                                      |
| 3–10                                 |                                      | 8                                    | Lokomotivfabrik Floridsdorf Wiener Neustädter Lokomotivfabrik | 1873                                 | C n2                                 | 49.01–08                             | Güterzuglokomotive                                             |                                      |
| 11                                   |                                      | 1                                    | Sigl/Wr. Neustadt                                             | 1872                                 | C n2                                 | 55.01 46.17 (ab 1888)                | Güterzuglokomotive, baugleich mit Erzherzog Albrecht-Bahn 1–16 |                                      |